# Astragon
Astragon Entertainment GmbH (ранее Astragon Software GmbH) — немецкая компания, занимающаяся издательством компьютерных игр, основанная в 2000 году. Является дочерней организацией Team17.
Изначально головной офис располагался в Хагене. Переезд в Мёнхенгладбах произошёл в 2004 году. Astragon специализируется на издательстве симуляторов для ПК, в 2008 году Astragon перешла на другую область, выпустив игру Wendy: Holidays at Rosenborg на Nintendo DS.
Также было выпущено несколько игр на английском языке под брэндом Just Play It! включая Myst IV: Revelation и CSI: Dark Motives. Astragon также публикует игры Big Fish Games и iWin в Германии.
В 2019 году компания переехала в Дюссельдорф.
В январе 2022 года Team17 приобрела Astragon Entertainment за $86 млн.

## Игры
- Tram Simulator Urban Transit
- Farming Simulator 22[7]
- Police Simulator: Patrol Officers[8]
- Bus Simulator 21[9]
- Bus Simulator 18
- Bus Simulator 16
- Bus Simulator
- Firefighting Simulator